# Angela Kaindl
Angela Maria Kaindl (geboren am 23. März 1975) ist eine Professorin für Pädiatrie mit Schwerpunkt Neuropädiatrie. Ihre klinischen Schwerpunkte in der Neuropädiatrie sind die Diagnose und Behandlung seltener Erkrankungen wie Entwicklungsstörungen des Nervensystems und Epilepsien. Seit 2015 leitet sie das Sozialpädiatrische Zentrum (SPZ) der Charité, und seit 2017 ist sie Direktorin der Klinik für Pädiatrie mit Schwerpunkt Neurobiologie an der Charité Berlin. Ihre Forschungsschwerpunkte sind die Entschlüsselung der Pathogenese von Epilepsien und Entwicklungsstörungen des Zentralen Nervensystems sowie die Entwicklung von Präzisionstherapien für seltene Erkrankungen.

## Ausbildung und beruflicher Werdegang
Angela M. Kaindl studierte von 1994 bis 1996 Humanmedizin an der Freien Universität Berlin, ab 1996 setzte sie ihr Studium an der Humboldt-Universität zu Berlin fort. Im Jahr 2001 bestand sie das dritte Medizinische Staatsexamen. Von 1998 bis 2001 war sie Doktorandin am Institut für Humangenetik der Humboldt-Universität. Ihre Dissertation betreute Joachim Klose. 2002 wurde sie am Institut für Humangenetik der Humboldt-Universität mit summa cum laude promoviert. Daraus folgte die Vollapprobation.
Zwischen 2001 und 2003 war sie als Assistenzärztin an der Universitätskinderklinik der TU Dresden tätig. Ab 2003 absolvierte sie an der Charité Berlin ihre medizinische Ausbildung in der Kinderklinik bzw. Klinik für Pädiatrie und spezialisierte sich auf Neuropädiatrie.
Von 2006 bis 2009 forschte sie am INSERM (Institut national de la sante et de la recherche medicale) in Paris. 2009 habilitierte Kaindl mit einer Arbeit zum Thema „Perinatale Hirnschäden“ und erwarb die Lehrbefähigung für Kinder- und Jugendmedizin.
Ab 2009 setzte sie ihre Tätigkeit an der Charité in der Klinik für Pädiatrie fort, ab 2010 als Oberärztin. Seit 2015 war sie Ärztliche Leiterin des Sozialpädiatrischen Zentrum (SPZ) der Charité. Angela Kaindl wurde im Jahr 2017 Direktorin der Klinik für Pädiatrie. Sie erhielt einen Ruf auf eine W2-Professur für Pädiatrie mit Schwerpunkt Neurologie auf Lebenszeit an der Charité. 2018 folgte der Ruf auf eine W3-Professur.

## Forschungsschwerpunkt
Zu ihren Forschungsschwerpunkten gehören die Entschlüsselung der Pathogenese von Epilepsien und Entwicklungsstörungen des Zentralen Nervensystems. Zudem widmet sie sich der Entwicklung von Präzisionstherapien für seltene Erkrankungen.

## Auszeichnungen und Stipendien
- 2005 Rahel-Hirsch-Habilitationsstipendium der Charité
- 2006 INSERM-Postdoc-Stipendium
- 2008 Desitin Jungforscherpreis der Gesellschaft für Neuropädiatrie.
- 2008 Jungforscherpreis der American Child Neurology Society
- 2008 Jungforscherpreis der Journées de Recherche en Néonatologie (Frankreich)
- 2009 PremUp-Postdoc-Stipendium

## Publikationen
Angela Kaindl publizierte bis Januar 2023 ca. 160 Schriften.